# Take Me Out to the Ball Game (film)
Take Me Out to the Ball Game is de tweede musicalfilm met in de hoofdrollen Gene Kelly en Frank Sinatra, van de drie waarin ze samen optraden. De verhouding tussen hun beider rollen leek sterk op die in het eerdere Anchors Aweigh. 
De vrouwelijke hoofdrol in deze MGM-musical uit 1949 was voor Esther Williams.
Het (relatieve) succes van de film was aanleiding voor de studio om ook het (succesvollere) On the Town te maken. Van de zes hoofdrollen in On the Town werden er vier vervuld door acteurs die ook een belangrijke rol in Take Me Out to the Ball Game speelden.
De film werd opgenomen in Technicolor onder regie van Busby Berkeley. De film werd destijds niet in Nederland uitgebracht.

## Verhaal
Kelly en Sinatra spelen twee parttime vaudevillespelers, parttime honkballers. Hun team, een American League-honkbalteam genaamd The Wolves komt onder nieuw management als de eigenaar sterft en de club nalaat aan een jonge vrouw, K.C. Higgins. Romantische verwikkelingen volgen, gecompliceerd door een stel gangsters dat de uitkomsten van wedstrijden wil beïnvloeden.

## Rolverdeling
| Acteur          | Personage                          |
| --------------- | ---------------------------------- |
| Frank Sinatra   | Dennis Ryan                        |
| Esther Williams | Katherine Catherine 'K.C.' Higgins |
| Gene Kelly      | Eddie O'Brien                      |
| Betty Garrett   | Shirley Delwyn                     |
| Jules Munshin   | Nat Goldberg                       |
| Edward Arnold   | Joe Lorgan                         |
| Richard Lane    | Michael Gilhuly                    |

## Achtergrond
Acteur Gene Kelly wilde een ode brengen aan de vroege jaren van honkbal en schreef het filmverhaal in de zomer van 1946 onder begeleiding van Stanley Donen. De inspiratie haalde hij uit een afgewezen project van producent Joe Pasternak over twee zeilers die een eigen nachtclub openen. Het verhaal werd aan MGM verkocht voor $25.000 en zou Kelly, Frank Sinatra en Leo Durocher in de hoofdrollen hebben. Durocher zou een Iers-Amerikaan spelen, maar zijn karakter werd uiteindelijk herschreven tot een joodse man, waarna Durocher werd vervangen door Jules Munshin.
Voor de vrouwelijke hoofdrol werden kennelijk diverse actrices overwogen. Kathryn Grayson en Judy Garland zouden overwogen zijn, en ook June Allyson, de laatste was echter onlangs zwanger geraakt en ging met verlof; Esther Williams werd uiteindelijk gecast. In haar autobiografie schreef Williams dat haar samenwerking met Kelly en Donen 'miserabel' was, en zij constant het doelwit van hun treiterijen was. Regisseur Busby Berkeley stelde een gemusiceerde zwemscène met Williams en Kelly voor, maar Kelly sloeg dit idee af en opperde een ander nummer dat uiteindelijk werd verwijderd.
De film maakte een winst van $675.000 dollar. Critici schreven gunstig over de film, maar waren het erover eens dat de acteurs de kwaliteit van het script ontstegen.